# Pajala
Pajala er et byområde i Norrbotten og hovedby i Pajala kommune i det nordligste Sverige. Byen havde 1.958 indbyggere i 2010. Pajala er kendt for sit marked, der finder sted i begyndelsen af juli, og for Römppäviikko, der finder sted i slutningen af september.

## Historie
Lars Levi Laestadius boede og havde sit virke i Pajala i midten af 1800-tallet, og forfatteren Mikael Niemi er født og opvokset i byen.
Pajala blev fejlagtigt bombet af sovjetiske bombefly under Vinterkrigen i februar 1940; ingen mennesker omkom ved episoden. 134 bomber blev kastet, seks bygninger brændte ned og andre materielle skader påførtes samfundet. Kun to personer kom til skade, dog kun minimalt. Sovjetiske officerer inspicerede senere skaderne og Sovjetunionen betalte 40.000 svenske kronor i skadeserstatning.